# Rue des Mousses
La rue des Mousses est une voie marseillaise située dans le 8e arrondissement de Marseille. 

## Situation et accès
Elle va de la rue du Commandant-Rolland à l’avenue du Prado.
Elle se trouve dans le quartier de la Plage. Elle longe de nombreuses résidences et villas privées.

## Origine du nom
Le nom de la rue fait allusion aux apprentis marins chargés de corvées sur les navires, ils étaient surnommés les « mousses ». À une certaine époque se trouvait l’école Courbet destinée à la formation aux métiers de la mer pour les pupilles de la marine.

## Bâtiments remarquables et lieux de mémoire
- À l’angle avec l’avenue du Prado se trouve le parc Valbelle, abritant la mosquée de l'arsenal des galères.